# Val du Breuil
Le Val du Breuil est une rivière française de Normandie, affluent de la Rouvre (rive gauche), sous-affluent de  l'Orne, dans le département de l'Orne.

## Géographie
Le Val du Breuil prend sa source au sud de la commune de Bellou-en-Houlme, près du château de Dieufit, et prend rapidement la direction du nord-nord-est. Elle se joint aux eaux de la Rouvre entre Briouze et Pointel, après un parcours de 17,1 km en pays d'Houlme.

### Communes traversées
Dans le seul département de l'Orne, le Val du Breuil traverse les trois communes suivantes, de l'amont vers l'aval, de Bellou-en-Houlme, Pointel et Briouze (confluence).
Soit en termes de cantons, le Val du Breuil prend source dans le canton de La Ferté Macé, et conflue le canton d'Athis-Val de Rouvre, dans l'arrondissement d'Argentan.

### Bassin versant
Le Val du Breuil traverse une seule zone hydrographique 'Le Val du Breuil de sa source au confluent de la Rouvre (exclu)' (I232) pour une superficie de 91 km2. Ce bassin versant est constitué à 93,31 % de « territoires agricoles », 4,03 % de « forêts et milieux semi-naturels », 1,67 % de « territoires artificialisés », 0,54 % de « zones humides ».
Le bassin du Val du Breuil s'étend en pays d'Houlme, entre le bassin de la Loire par ses sous-affluents la Varenne à l'ouest et la Vée au sud, et celui d'autres affluents de la Rouvre dont la Gine, au nord et la Rouvrette au sud-est. Le confluent est au nord-est du bassin.

## Affluents
Le Val de Breuil a quatre tronçons affluents référencés :
- un bras,
- le ruisseau de la Prevostière, de rang de Strahler deux, avec un affluent.
- le ruisseau de la Source Philippe,
- le ruisseau d'Arthan, de rang de Strahler deux, avec trois affluents.

Le rang de Strahler est donc de trois.